# Kalsubai
Der Kalsubai oder auch Kalsubai-Peak (Marathi: कळसूबाई शिखर) ist ein 1646 m hoher Berggipfel in den Westghats im indischen Bundesstaat Maharashtra; es ist der höchste Berg im Umkreis von mehreren hundert Kilometern.

## Lage
Der Kalsubai-Peak befindet sich zwischen den Millionenstädten Mumbai (ca. 150 km Fahrtstrecke südwestlich) und Nashik (ca. 60 km nördlich). Das ca. 5 km (Fußweg) östlich und ca. 1000 m hoch gelegene Dorf Bari bildet zumeist den Ausgangspunkt für Gipfeltouren.

## Kalsubai-Tempel

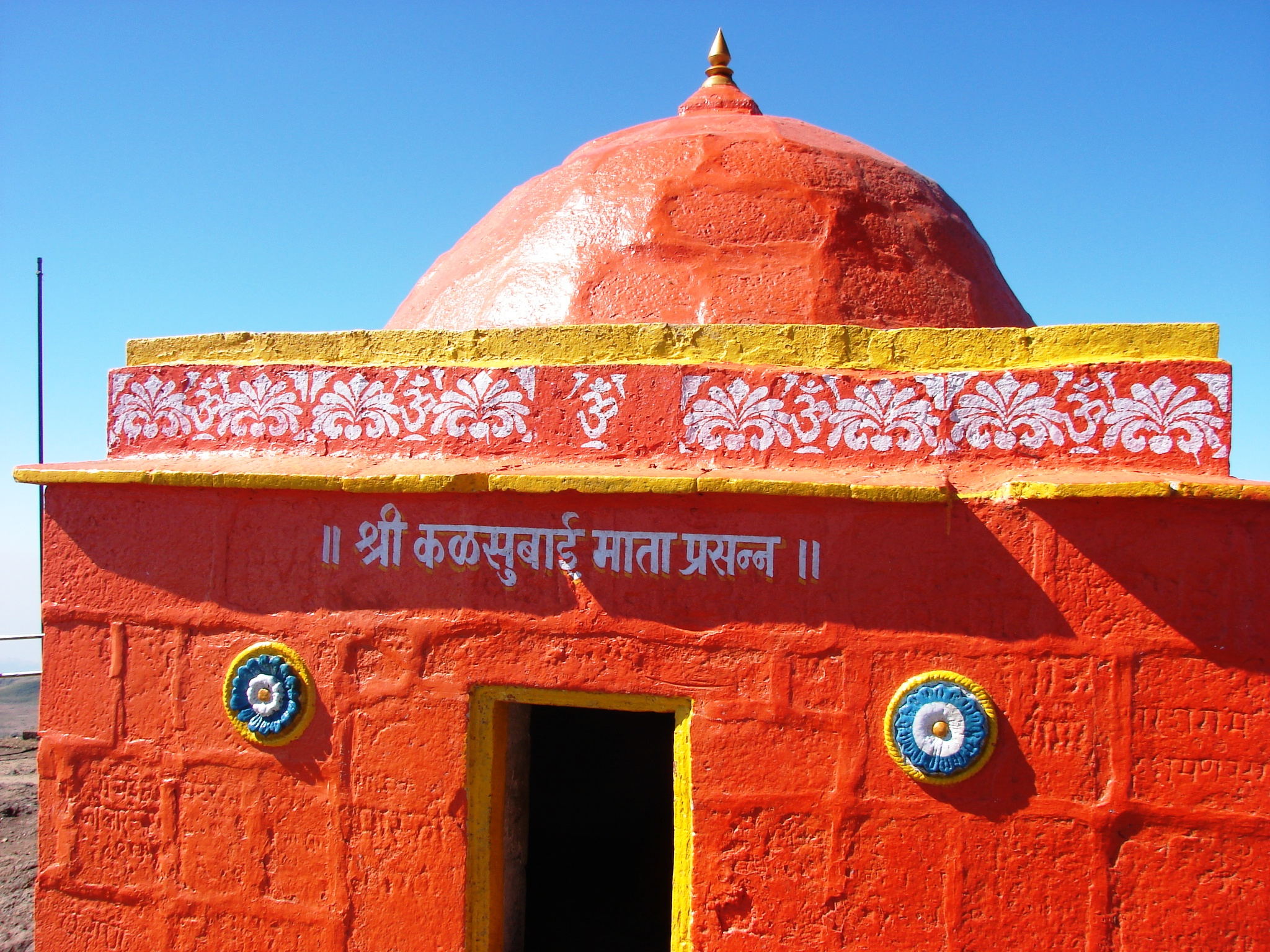
Kalsubai-Devi-Tempel

Auf dem Gipfel steht ein überkuppelter und mit roter Farbe überzogener Tempel, der einer lokalen Göttin (Kalsubai Devi) geweiht ist. Eine Legende besagt, dass Kalsubai ein Dienstmädchen war, das sich vor den Nachstellungen ihres Herrn auf den Berg flüchtete und hier verschwand. Anlässlich des mehrtägigen herbstlichen Navratri-Festes besuchen viele Pilger den Berg und den Tempel.

## Natur
Das ca. 10 bis 20 km südlich gelegene und ca. 61 km² umfassende Kalsubai Harishchandragad Wildlife Sanctuary ist sehr waldreich. Es bildet die Heimat zahlreicher Kleintierarten und Insekten.